# Dompierre-aux-Bois
Dompierre-aux-Bois é uma comuna francesa na região administrativa de Grande Leste, no departamento de Meuse. Estende-se por uma área de 8,07 km². Em 2010 a comuna tinha 39 habitantes (densidade: 4,8 hab./km²).